# Vicente Espinel

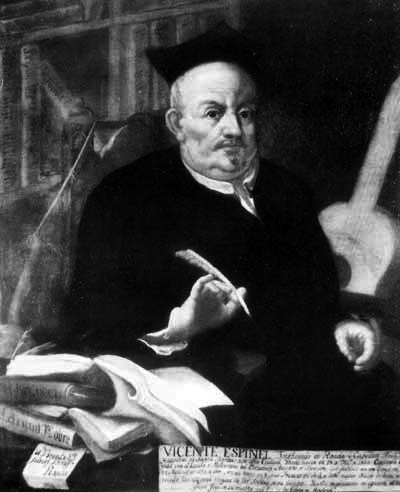
Vicente Espinel

Vicente Gómez Martínez-Espinel (* 28. Dezember 1550 in Ronda, Spanien; † 4. Februar 1624 in Madrid) war ein spanischer Schriftsteller, Komponist, Musiker, Gitarrist, Priester und Übersetzer des Siglo de Oro.

## Leben
Vicente Espinel, Sohn von Francisco Gómez und Juana Martínez, wurde im Bistum Málaga geboren und erfuhr seine erste Ausbildung in Literatur und Musik bei Juan Cansino. Er studierte 1571 und 1572 unter dem Namen Vicente Martínez Espinel in Salamanca Wissenschaften und Musik, wohin er nach kurzer Abwesenheit durch Soldatendienste, die ihn durch Spanien, Frankreich und Italien führten, 1572 zurückkehrte. Mit Musikunterricht hielt er sich zunächst mehr schlecht als recht über Wasser. 1572 verschafften ihm seine Onkel eine Stelle als Kaplan am königlichen Hospital von Salamanca. Bei seinem zweiten Aufenthalt in Salamanca knüpfte er Freundschaft zu bedeutenden Persönlichkeiten seiner Zeit wie Jorge Manrique oder Luis de Góngora und seine Musik verschaffte ihm Zutritt zu  den Höfen der Grafen von Tarifa, der Herzöge von Alba und anderen. Einige Zeit lebte er in Saragossa; dann versuchte er eine militärische Laufbahn einzuschlagen und begab sich in Dienste von Pedro de Castro, Graf von Lemos, dessen Schildknappe er von 1574 bis 1577 in Valladolid war. Sein Leben verlief abenteuerlich als Soldat und Musiker; in Sevilla, wohin er gezogen war, nachdem der Graf von Lemos König Sebastian von Portugal auf dessen verunglückten Afrikafeldzug begleitet hatte, verkehrte er in eher verrufenen Kreisen, so dass einige Gönner wie der Graf von Algaba von sich von ihm zurückzogen. Espinel musste daraufhin vor der Justiz flüchten und begab sich in kirchliches Asyl.
Von dort holte ihn der Graf von Dénia heraus, der ihn nach Italien schickte, um dem Herzog von Medina-Sidonia zu dienen, doch Vicente Espinel wurde von berberischen Piraten nach Algerien verschleppt und erst 1573 wieder ausgelöst. Später unternahm er ausgedehnte Reisen durch Flandern, Italien und Spanien. 1589 wurde er zum Priester geweiht und übte von da an verschiedene kirchliche Ämter aus.

## Werk
Vicente Espinel war zu seiner Zeit ein viel bewunderter Dichter; zu seinen Verehrern zählten zum Beispiel Lope de Vega und Miguel de Cervantes. Die zehnzeilige Stanze mit dem Reimschema [abbaaccddc], die aus der Kombination zweier Quintillas entstand, ist nach ihm décima espinela oder einfach espinela benannt.
Auch als Komponist und Gitarrist war Vicente Espinel eine bedeutende Figur und fand auch Erwähnung in Werken von Miguel de Cervantes. Es wird Espinel auch zugeschrieben, er habe die fünfte Gitarrensaite erfunden.
Als Humanist übersetzte er die Epistola ad Pisones von Horaz.

### Literarische Werke
- Diversas rimas, 1591 (Lyriksammlung)
- Relaciones de la vida del escudero Marcos de Obregón, Madrid: Juan de la Cuesta 1618. (Schelmenroman mit autobiographischem Hintergrund); deutsche Übersetzung von Ludwig Tieck (Breslau 1827).